# Pierre Roques
Pierre Roques, francoski general, * 1856, † 1920.